# Göpfritz an der Wild
Göpfritz an der Wild est une commune autrichienne du district de Zwettl, en Basse-Autriche.